# ジュー渓谷

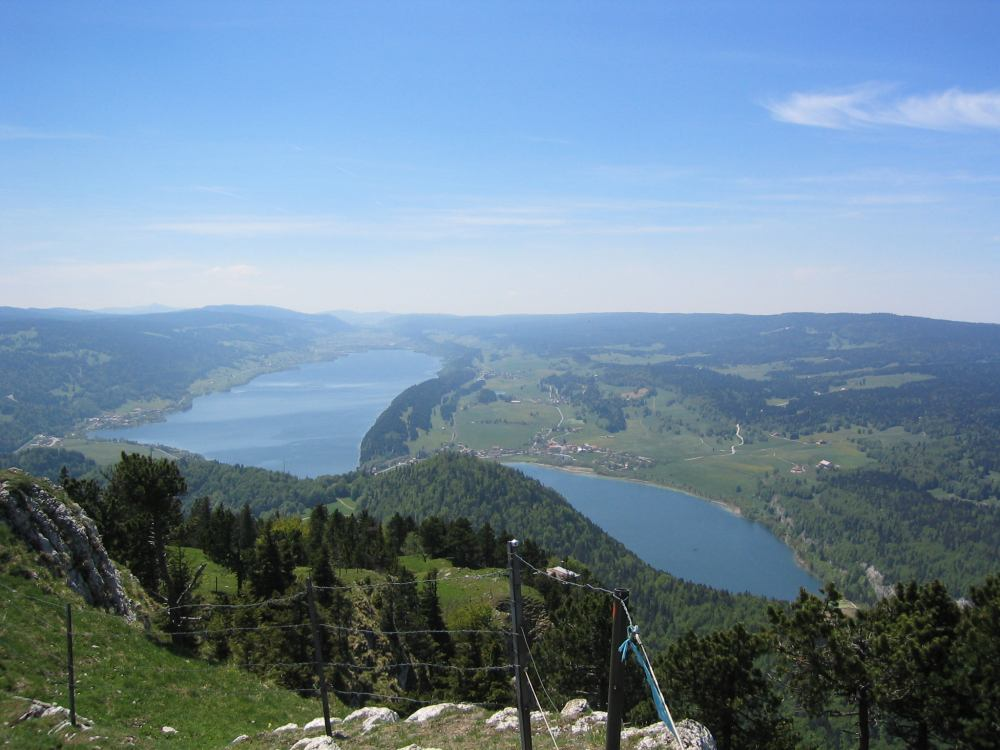
ジュー湖とブルネ湖

ジュー渓谷 (ヴァレ・ド・ジュー、Vallée de Joux) は、スイス、レマン湖地方の谷で、ジュラ山脈の南端、フランスとの国境付近のヴォー州に位置する。ジュー渓谷にはジュー湖、ブルネ湖、テール湖の3つの湖があり、その中でもジュー湖はジュラ山脈で最大の湖 (9.5 k㎡)である。
16世紀の宗教改革でフランスから逃れたユグノー教徒がこの谷に定住して時計産業を発展させたため、現在も時計産業の中心地となっている。オーデマ・ピゲ、ジャガー・ルクルト、ブランパンなど高級時計ブランドの本社に加え、20以上の時計工場がこの谷に集結している。ジュー湖の南端にあるル・サンティエには時計博物館 Espace Horloger があり、ジュー渓谷における時計産業の発展の歴史などが展示されている。
ジュー渓谷では、夏はジュー湖でのウィンドサーフィンやハイキング、冬は凍結した湖の上でのスケートやクロスカントリースキーが盛んに行われている。スイスおよびフランスの伝統的なチーズ、ヴァシュラン・モン・ドールは、ジュー谷のレ・シャルボニエールを中心にジュー渓谷で作られている。